# Hopeasaari (ö och gränsmärke mellan Finland och Ryssland)
Hopeasaari är en ö på gränsen mellan Finland och Ryssland. Den ligger i sjön Korpijärvi och den finländska delen i kommunen Joensuu i den ekonomiska regionen  Joensuu ekonomiska region  och landskapet Norra Karelen, i den sydöstra delen av landet, 400 km nordost om huvudstaden Helsingfors. Öns area är omkring 280 kvadratmeter och dess största längd är 30 meter i öst-västlig riktning.